# Lunar Legend
Lunar Legend is een computerspel ontwikkeld door Japan Art Media en uitgegeven door Media Rings en Ubisoft voor de Game Boy Advance. Het rollenspel is uitgekomen in Japan op 12 april 2002 en in de VS op 10 december 2002.

## Spel
Het spel is grotendeels een hervertelling van de gebeurtenissen uit Lunar: The Silver Star met enkele aanpassingen in het verhaal en de inhoud.
Veranderingen in dit spel zijn de toegevoegde speciale bewegingen die de speler kan uitvoeren tijdens gevechten wanneer een speciale meter is gevuld. De wereld kan niet meer vrij worden verkend, maar men kiest puntlocaties waarheen de personages vervolgens afreizen.

## Gameplay
De speler reist door de wereld van Lunar via de wereldkaart en bezoekt hier verschillende dorpen, steden en kerkers. In tegenstelling tot The Silver Star zijn er geen willekeurige gevechten op de wereldkaart (wel op andere plekken) en is elke locatie toegankelijk door deze eenvoudig te selecteren.
De personages krijgen na elk gevecht meer ervaringspunten en gaan zo een niveau omhoog, waarmee nieuwe vaardigheden beschikbaar komen.

## Personages
- Alex, held en droomt om drakenmeester te worden
- Luna, heldin en adoptiezus van Alex
- Nall, een mysterieuze witte kat met vleugels
- Nash, jonge tovenaar in de stad Vane
- Mia, sterke tovenares en dochter van Lemia
- Kyle, leider van bandieten bij de Nanza-barrière
- Jessica, priesteres in opleiding en dochter van Mel
- Laike, vriendelijke kerel die rondzwerft
- Lemia Ausa, chef van de Magic Guild
- Royce, eigenares van een magisch winkeltje
- Mel de Alkirk, burgemeester van Meribia
- Ghaleon, opperhoofd van de Magic Guild
- Phacia, hoofdpriesteres van de Althena-tempel
- Ramus, een van Alex' vrienden
- Quark, een grote witte draak

## Ontvangst
| Recensiescore             | Recensiescore |
| Recensieverzamelaar       | Score         |
| ------------------------- | ------------- |
| GameRankings              | 79%           |
| Metacritic                | 79%           |
| Publicist                 | Score         |
| Electronic Gaming Monthly | 8             |
| Famitsu                   | 30/40         |
| Game Informer             | 7,5           |
| GameSpot                  | 7,8           |
| IGN                       | 7             |

Lunar Legend ontving positieve recensies. Men prees het grafische gedeelte en de gameplay. Kritiek was er op de relatief lage moeilijkheidsgraad.
Op aggregatiewebsites GameRankings en Metacritic heeft het spel een verzamelde score van 79%.